# Hezekiah Linthicum Bateman
Hezekiah Linthicum Bateman, conocido como H. L. Bateman (6 de diciembre de 1812 - 22 de marzo de 1875), fue un actor y gerente estadounidense.
Nació en Baltimore. Inicialmente deseaba ser ingeniero, pero en 1832 se convirtió en actor, trabajando con Ellen Tree (posteriormente Charles Kean) en actos juveniles. En 1855 se encargó del teatro de San Luis, cargo que desempeñó por algunos años, y en 1859 se trasladó al estado de Nueva York.
Su esposa, Sidney Frances, también trabajaba en la actuación.